# Caius Antistius Reginus
Pour les articles homonymes, voir Antistius.
Caius Antistius Reginus était un légat de Jules César lors de la conquête de la Gaule et donc également pendant la guerre civile. Il était notamment au camp du Nord à Alésia à la tête d'une légion, l'autre légion étant commandée par Caius Caninius Rebilus.

## Biographie
Lorsque César perd 15 cohortes de Titus Sabrinus et Aurunculeius Cotta vers Liège, il envoie trois lieutenants lever des troupes en Italie ; Reginus est l'un d'eux. Les trois hommes reviennent en Gaule avec trois légions avant la fin de l'hiver, compensant ainsi largement la perte subie l'année précédente. 
Il est mentionné deux fois dans le livre VII des Commentaires de César. Lors du siège d'Alésia, Reginus se trouve dans le camp nord avec Caius Caninius Rebilus lors de l'attaque de Vercassivellaunos. Après la victoire il est envoyé pour passer l'hiver avec sa légion chez les Ambivarètes dans le Nivernais.